# Alter Jüdischer Friedhof (Friedrichstadt)

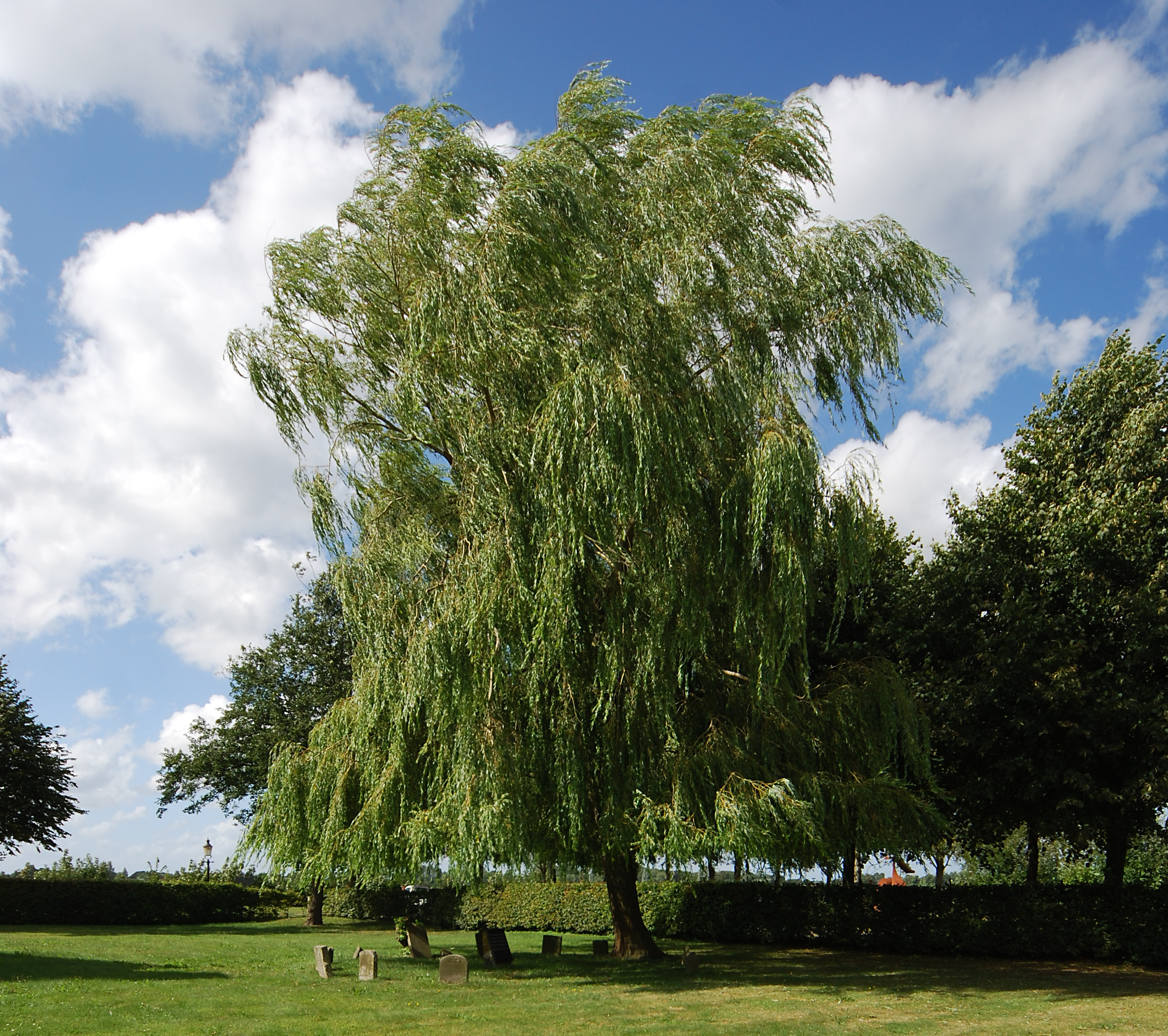
Alter Jüdischer Friedhof in Friedrichstadt

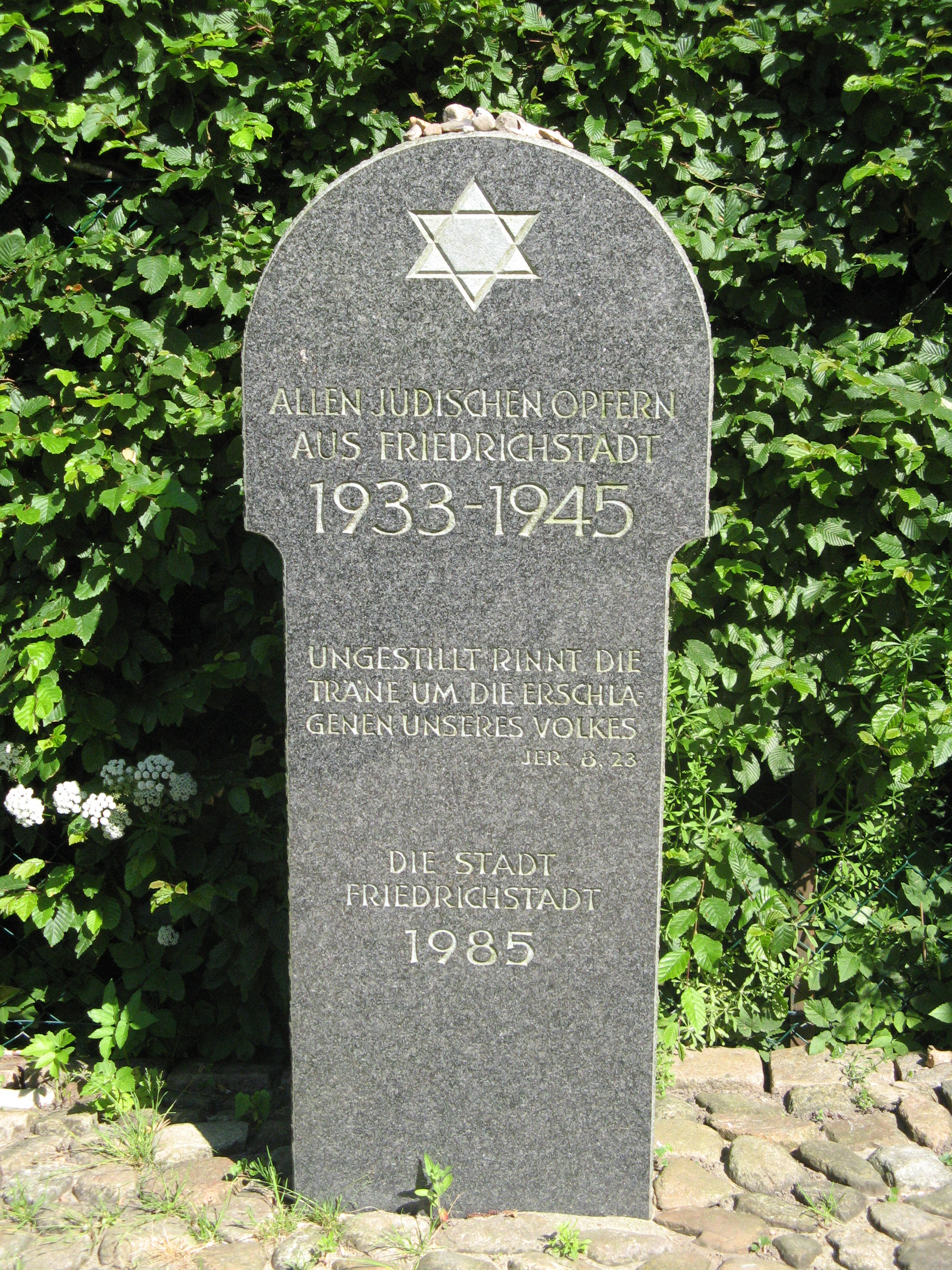
Gedenkstein auf dem alten jüdischen Friedhof in Friedrichstadt

Der Alte Jüdische Friedhof Friedrichstadt ist ein Jüdischer Friedhof in Friedrichstadt im Kreis Nordfriesland in Schleswig-Holstein.

## Geschichte
Erstmals erwähnt wurde der Friedhof im Jahre 1677. Der eigentliche Kauf des Grundstückes muss aber erst im Jahre 1713 stattgefunden haben. Da dieser Begräbnisplatz der einzige für die Juden im nördlichen Schleswig-Holstein war, erwies er sich trotz mehrmaliger Erweiterung bald als zu klein. Um 1887 muss er voll belegt gewesen sein, so dass sich die Friedrichstädter Jüdische Gemeinde um ein neues Friedhofsgelände bemühen musste. Man fand ein Grundstück, welches der lutherischen Kirchengemeinde von Friedrichstadt gehörte und neben deren Friedhof an der Schleswiger Straße lag. Benutzt wurde der alte Friedhof aber mindestens noch bis 1912. Auf einer Fotografie aus dem Jahre 1926 sind auf dem Friedhofsgelände noch ca. 55 Grabsteine zu erkennen.
Im Jahre 1939 musste die jüdische Gemeinde dem „Wunsch“ der Stadtverwaltung zustimmen, die vorhandenen Grabsteine umzulegen und mit einer Erdschicht zu bedecken. Der jüdische Friedhof durfte als solcher „nicht mehr in Erscheinung treten“. Auf Kosten der Stadt wurden die Grabsteine auf die zugehörigen Gräber gelegt und mit Erde bedeckt. Später wurde vereinbart, dass die Grabsteine „einen Spatenstich tief“ einzugraben sind. In diesem Vertrag verpflichtete sich die Stadtverwaltung „die Würde des Platzes zu respektieren“. Die Stadtverwaltung hat sich jedoch nicht an diesen Vertrag gehalten. Sie duldete es, dass von den späteren Nutzern Grabsteine ausgegraben und entfernt wurden.
Nach 1939 wurde das Friedhofsgelände zuerst als Kleingartenanlage und später als Lagerplatz für Baumaterial benutzt. Vermutlich stießen die Kleingärtner beim Umgraben auf die im Boden ruhenden Grabsteine. Sie werden diese zerhackt und entfernt haben. Etliche Grabsteine wurden vermutlich auch in den umliegenden Häusern und Höfen als Baumaterial und Gehwegplatten verwendet. 1948 fanden spielende Kinder am Ufer der Treene („An der Klint“) das Fragment eines Grabsteines. Sie übergaben es dem Friedrichstädter Heimatforscher Hermann Hansen, der es nach seinen eigenen Angaben bis 1988 noch in seiner Obhut gehabt haben soll. 1996 war dieses Grabsteinfragment jedoch nicht mehr bei ihm zu finden. 1953 wurde der Friedhof eingezäunt, die noch vorhandenen Grabsteine wurden ausgegraben und zusammen mit an anderer Stelle gefundenen Grabsteinen wieder aufgestellt. Mitten auf dem Friedhofsgelände wurden die noch vorhandenen Grabsteine und Fragmente im Kreis um einen Gedenkstein aufgestellt. Die Grabsteine wurden ohne Sockel und Fundament aufgestellt, so dass sich bei den meisten von ihnen die unteren Textzeilen im Erdreich befinden.
1963 fand Hermann Hansen das Fragment eines Grabsteines, der als Schlussstein in der Bordsteinkante in der Prinzeßstraße verarbeitet worden war. Er las das Fragment auf und nahm es mit nach Hause. Auch dieses Grabsteinfragment war 1996 nicht mehr bei ihm zu finden. 1964 (oder 1961) fanden städtische Arbeiter außerhalb des Friedhofsgeländes in einer Tiefe von rund 40 cm unter der Erdoberfläche einen 110 cm hohen vollständig erhaltenen Grabstein. 1985 wurde von der Stadt Friedrichstadt am Rande des Friedhofes außerhalb des Zaunes ein neuer Gedenkstein aufgestellt. 1992 wurde im Auftrag der Stadtverwaltung Friedrichstadt mit Hilfe von Sonden das gesamte Friedhofsgelände untersucht, wobei in der nordöstlichen Ecke des Friedhofsgeländes zwei vollständig erhaltene Grabsteine gefunden wurden. Diese wurden freigelegt und nach Rücksprache mit der Jüdischen Gemeinde Hamburg an ihrem Fundort wieder aufgestellt. Der Grabstein der Röschen Hirsch aus dem Jahre 1842 wurde vollkommen unbeschädigt vorgefunden. Die Inschrift des anderen Grabsteines – nur in hebräischer Schrift – ist teilweise beschädigt. Die Schäden stammen offensichtlich aus der Zeit von 1939 bis 1953, als der Friedhof als Gartenland diente, und die dicht unter der Oberfläche liegenden Grabsteine beim Umgraben zerkratzt worden waren.
1996 wurden die auf dem Friedhofsgelände stehenden hohen Bäume aus Sicherheitsgründen gefällt. Die im Halbrund stehenden Grabsteine wurden neu angeordnet. Mehrere hinter anderen Grabsteinen liegenden Fragmente und ein bisher an einem Busch lehnender Grabstein wurden neu aufgestellt.

## Beschreibung
Der alte Friedhof liegt zwischen den Straßen „Am Treenefeld“ und „Flachsblumenstraße“. Das Friedhofsgelände ist frei zugänglich. 17 alte Grabsteine sind dort noch zu finden. 15 sind um eine Gedenktafel herum gruppiert, 2 stehen abseits in einer Ecke. Zur Erinnerung an die in Friedrichstadt ehemals lebenden Juden wurde von der Stadt Friedrichstadt an der westlichen Seite des Friedhofs ein Gedenkstein aufgestellt.